# Noaillac
Noaillac ist eine Gemeinde im französischen Département Gironde in der Region Nouvelle-Aquitaine. Sie gehört zum Kanton Le Réolais et Les Bastides. Sie grenzt im Westen an Loupiac-de-la-Réole, im Nordwesten an Fontet, im Norden an Hure, im Nordosten an Meilhan-sur-Garonne, im Osten an Saint-Sauveur-de-Meilhan und im Süden und im Südwesten an Aillas.

## Bevölkerungsentwicklung
| Jahr      | 1962 | 1968 | 1975 | 1982 | 1990 | 1999 | 2008 | 2017 |
| --------- | ---- | ---- | ---- | ---- | ---- | ---- | ---- | ---- |
| Einwohner | 352  | 307  | 267  | 233  | 252  | 291  | 385  | 466  |

## Sehenswürdigkeiten
- Kirche Saint-Jean

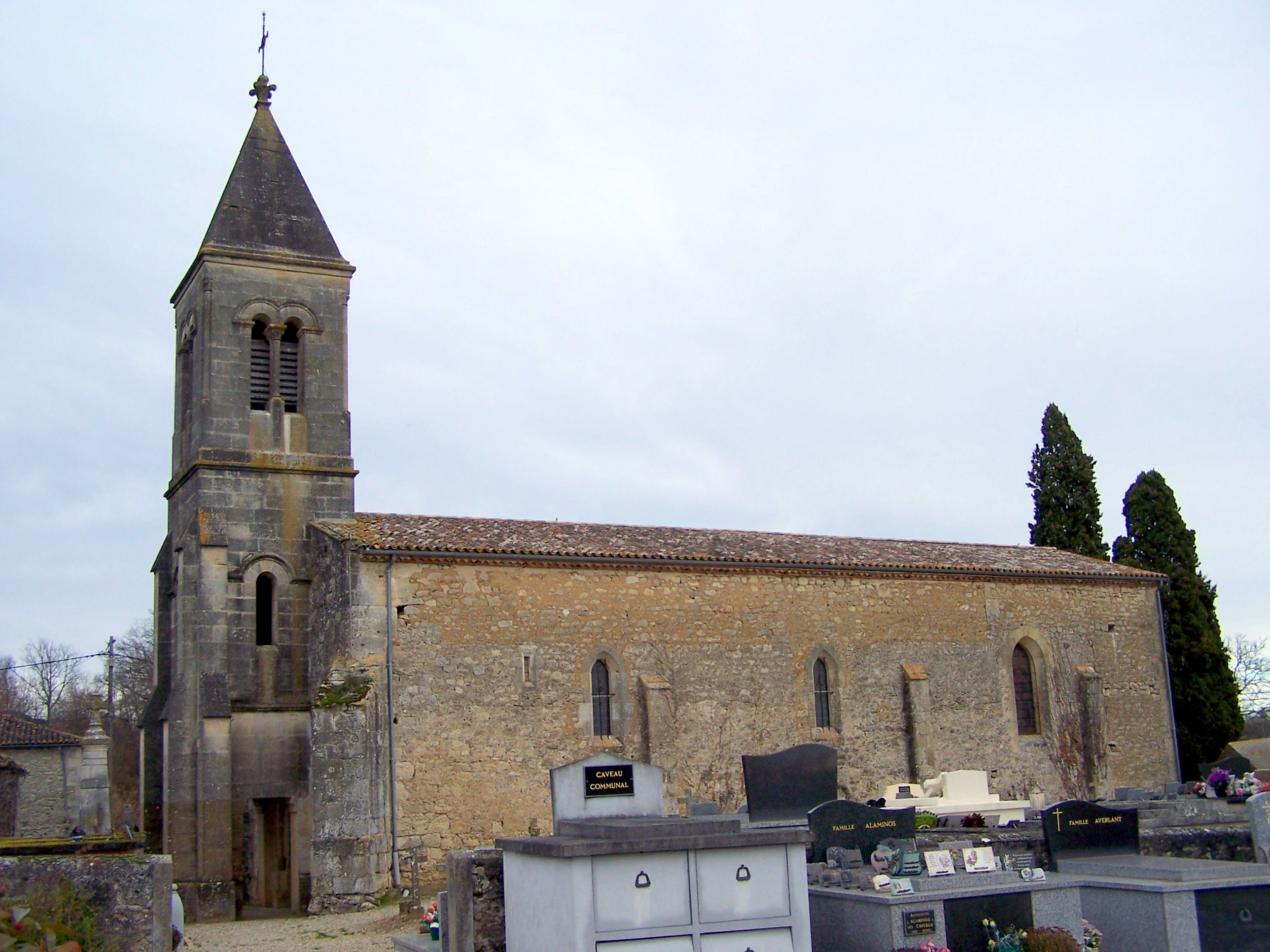
Kirche Saint-Jean

Siehe auch: Liste der Monuments historiques in Noaillac